# Valérie Boyer
Valérie Boyer (ur. 11 czerwca 1962 w Bourges) – francuska polityczka, od 2020 senatorka reprezentująca departament Delta Rodanu. Należy do Republikanów, w latach 2007–2020 reprezentowała tę partię w Zgromadzeniu Narodowym. Boyer jest również radną miejską Marsylii od 2001.

## Życiorys
Boyer urodziła się 11 czerwca 1962 w Bourges. Jej rodzice urodzili się w Algierii i Tunezji podczas francuskiej okupacji kolonialnej. Byli tzw. Pieds-Noirs, którzy uciekli z Algierii w 1962.

## Życie prywatne
Boyer jest rozwódką, matką trójki dzieci.